# اچ‌ام‌اس اوریالوس (۱۸۵۳)

{{Infobox ship characteristics
اچ‌ام‌اس اوریالوس (۱۸۵۳) (به انگلیسی: HMS Euryalus (1853)) یک کشتی بود که طول آن ۲۱۲ فوت (۶۵ متر) Length overall بود. این کشتی در سال۱۸۵۳ (میلادی)|۱۸۵۳]] ساخته شد.